# (36524) 2000 QS80
2000 QS80 (asteroide 36524) é um asteroide da cintura principal. Possui uma excentricidade de 0.15221250 e uma inclinação de 2.68255º.
Este asteroide foi descoberto no dia 24 de agosto de 2000 por LINEAR em Socorro.